# Hrvatske novine (Subotica, 2013.)
Hrvatske novine  su subotički mjesečnik na hrvatskome jeziku. Puni naziv lista je Hrvatske novine : kultura, povijest, znanost, društvo.

## Osnovni podatci
ISSN im je 2334-8216, a COBISS SR-ID je 280313351
Prvi glavni i odgovorni urednik bio je Antun Horvat, a od 2014. godine urednik je Zlatko Ifković, tehnički urednik Ivan Tumbas, lektor Ruža Alaga, a ostatak uredništva čine Ivan Stipić, Mihael Ilić, Ivana Ergo, Mirko Vidić i Šime Peić Tukuljac. Sjedište im je u Ivana Sarića 85.

## Povijest
Prvi broj je izašao kolovoza 2013. godine.
Osnivač i izdavač lista je udruga Hrvatska nezavisna lista – Subotica.

## Vanjske poveznice
- Hrvatske novine na Facebooku